# Kei Mikuriya
Kei Mikuriya (japonès: 御厨景)  (prefectura de Chiba, 29 d'agost de 1977) és un exfutbolista del Japó.
Comença la seua carrera professional al Yokohama Marinos el 1996. Ha jugat als clubs Vegalta Sendai i es va retirar a finals de la temporada 2000.
El juny de 1997, va ser seleccionat per la selecció nacional sub-20 del Japó per al Campionat Mundial juvenil de 1997.